# Zalmay Khalilzad

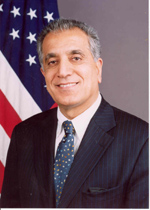
Zalmay Khalilzad

Zalmay Khalilzad oder Salmai Khalilsad (paschtunisch زلمی خلیلزاد Zalmay Chalīlzād, * 22. März 1951 in Masar-e Scharif, Königreich Afghanistan) war unter der Regierung Bush Ständiger Vertreter (Botschafter) der USA in Afghanistan, im Irak und bei den Vereinten Nationen (UN). Davor und danach war er Sonderberater des US-Außenministeriums für Afghanistan.

## Leben
Khalilzad wuchs als Paschtune vom Stamm der Noorzai in Kabul auf und besuchte dort die Privatschule Ghazi Lycée.
Er war als High-School-Austauschschüler mit AFS Intercultural Programs zum ersten Mal in den USA (in Ceres, Kalifornien).
Anschließend machte er Bachelor und Master an der American University of Beirut und einen Doktor an der University of Chicago. Dort studierte er bei Albert Wohlstetter (1913–1997), einem prominenten Denker und Strategen im Bereich der nuklearen Abschreckung. Wohlstetter vermittelte Khalilzad Kontakte innerhalb der Regierung und zu RAND.
Von 1979 bis 1989 arbeitete Khalilzad als 'Assistant Professor of Political Science' an der School of International and Public Affairs der Columbia University. Während dieser Zeit arbeitete er eng mit Zbigniew Brzeziński (dem Architekten der Operation Cyclone der Carter-Administration) zusammen, um die afghanischen Mudschaheddin zu unterstützen, die sich der Invasion der Sowjetunion in Afghanistan widersetzten.
1984 nahm Khalilzad ein einjähriges Stipendium des Council on Foreign Relations an und arbeitete im Außenministerium der Vereinigten Staaten als Berater des Büros für den Nahen Osten und Südasien unter der Leitung von Richard W. Murphy.
Von 1985 bis 1989 diente Khalilzad in der Reagan-Administration als hochrangiger Beamter im Außenministerium und beriet nach der sowjetischen Invasion. Während dieser Zeit war er Mitglied des Stabs für Politikplanung und Sonderberater des Außenministeriums für Afghanistan für Unterstaatssekretär Michael Armacost. In dieser Funktion entwickelte und leitete er ein internationales Programm, das die sowjetische Besatzung verdrängen sollte. Von 1990 bis 1992 war Khalilzad unter US-Präsident George Bush im US-Verteidigungsministerium als stellvertretender Staatssekretär für politische Planung tätig.
Von 1993 bis 2000 war Khalilzad Direktor für Strategie, Lehre und Streitkräftestruktur bei der RAND Corporation. Während dieser Zeit half er bei der Gründung des RAND Center for Middle Eastern Studies und der „Strategic Appraisal“, einer RAND-Zeitschrift. Er verfasste auch mehrere einflussreiche Monographien, darunter „Die Vereinigten Staaten und ein aufsteigendes China“ und „Von der Eindämmung zur globalen Führung? Amerika und die Welt nach dem Kalten Krieg“. Bei RAND war er auch kurzzeitig als Berater für Cambridge Energy Research Associates tätig, das eine Risikoanalyse für Unocal (heute Teil von Chevron) für geplante 1400 km (890 mi), 2 Milliarden US-Dollar, 622 m³/s (22.000 ft³/s) Transafghanistan-Gaspipeline-Projekt (von Turkmenistan nach Afghanistan und dann weiter nach Pakistan).
Khalilzad ist mit der österreichischen Autorin Cheryl Benard verheiratet. Sie leben mit ihren beiden Söhnen in Maryland.

## Unterstützung für die globale Führung der USA
Khalilzad schrieb Mitte der 1990er Jahre auch mehrere Artikel zum Thema des Wertes der globalen Führungsrolle der USA. Die spezifischen Konfliktszenarien, die er sich im Falle eines Machtverlusts der USA vorstellte, haben seine Schriften in der wettbewerbsorientierten Debatte über die Politik an High Schools und Colleges populär gemacht, insbesondere seine Schriften, die den Verlust der US-Hegemonie mit globaler Instabilität in Verbindung bringen.
Khalilzad war ein Unterzeichner des Briefes von Mitgliedern des Projekts für das neue amerikanische Jahrhundert an Präsident Bill Clinton vom 26. Januar 1998. Darin wurde Clinton um Hilfe bei der „Entfernung von Saddam Hussein und seinem Regime von der Macht“ durch „eine vollständige Ergänzung diplomatischer, politischer und militärischer Anstrengungen“  gebeten.

## US-Botschafter in Afghanistan
2001 bat Präsident George W. Bush Khalilzad, das Übergangsteam Bush-Cheney für das Verteidigungsministerium zu leiten, und Khalilzad diente kurzzeitig als Berater von Verteidigungsminister Donald Rumsfeld. Im Mai 2001 gab die Nationale Sicherheitsberaterin Condoleezza Rice Khalilzads Ernennung zum Sonderassistenten des Präsidenten und Senior Director für Südwestasien, den Nahen Osten und Nordafrika beim Nationalen Sicherheitsrat der USA bekannt. Im Dezember 2002 ernannte Bush Khalilzad zum Botschafter für freie Iraker mit der Aufgabe, die „Vorbereitungen für einen Irak nach Saddam Hussein“ zu koordinieren.
Nach den Terroranschlägen vom 11. September 2001 vertraute Bush auf Khalilzads Afghanistan-Expertise. Khalilzad war an den frühen Planungen zum Sturz der Taliban beteiligt und wurde am 31. Dezember 2001 als Bushs Sondergesandter des Präsidenten für Afghanistan ausgewählt. Diese Position hatte er bis November 2003 inne, als er zum US-Botschafter in Afghanistan ernannt wurde. Khalilzad hatte diese Position von November 2003 bis Juni 2005 inne. 
Während dieser Zeit begleitete er die Ausarbeitung der Verfassung Afghanistans, war an den ersten Wahlen des Landes beteiligt und half bei der Organisation des ersten Treffens der afghanischen Loja Dschirga (traditionelle große Versammlung). Bei der Wahl des Staatsoberhauptes durch die Loja Dschirga im Juni 2002 überzeugten Vertreter der USA den ehemaligen König von Afghanistan, den damals 87-jährigen Mohammed Zahir Schah (1914–2007), vom Rücktritt, obwohl ihn die Mehrheit der Loja-Dschirga-Delegierten unterstützte. Dieser Schritt verärgerte die Paschtunen, die sich über die unverhältnismäßige Macht der Nordallianz in der Karzai-Regierung sorgten.  Während Khalilzads Amtszeit als Botschafter beriet sich der neue afghanische Präsident Hamid Karzai regelmäßig eng mit ihm über politische Entscheidungen, und die beiden speisten regelmäßig zusammen.
In den Jahren 2004 und 2005 war er auch an der Gründung der American University of Afghanistan (AUAF) beteiligt, der ersten Hochschulbildungseinrichtung nach US-Vorbild in Afghanistan. 

## US-Botschafter im Irak
Khalilzad gingvam 21. Juni 2005 als US-Botschafter in den Irak. Im Vergleich zu seinen Vorgängern Paul Bremer und John Negroponte in Bagdad wurde Khalilzad als US-Botschafter als erfolgreich angesehen.
Khalilzad war einer der ersten hochrangigen Regierungsbeamten, der davor warnte, dass sektiererische Gewalt von Aufständischen die Stabilität des Irak gefährde. Nach dem Bombenanschlag auf die Al-Askari-Moschee am 22. Februar 2006 warnte er davor, dass die Ausbreitung sektiererischer Gewalt zu einem Bürgerkrieg und möglicherweise sogar zu einem größeren Konflikt unter Beteiligung der Nachbarländer führen könnte. Khalilzad suchte nach politischen Lösungen für das Problem des Sektierertums und arbeitete an einem Machtgleichgewicht zwischen den drei wichtigsten ethnischen Gruppen des Irak, um die wachsende sunnitische Gewalt einzudämmen. 
Khalilzads Amtszeit als Botschafter endete am 26. März 2007. Ihm folgte Ryan Crocker, ein Karrierediplomat und ehemaliger US-Botschafter in Pakistan.

## US-Botschafter bei den Vereinten Nationen
Am 12. Februar 2007 schlug Bush ihn zum Nachfolger von John R. Bolton und des interimistisch amtierenden Alejandro Daniel Wolff als offiziellen UN-Botschafter der USA vor. Am 29. März 2007 bestätigte der von der Demokratischen Partei dominierte US-Senat den Vorschlag. Nach dem Sieg von Barack Obama bei der Präsidentschaftswahl 2008 musste er sein Amt an Susan E. Rice abgeben.

## Sonderbeauftragte für Afghanistan
Donald Trump ernannte ihn 2018 zum Sonderbeauftragten für Afghanistan. Bei der Münchner Sicherheitskonferenz 2019 traf Khalilzad den afghanischen Präsidenten Aschraf Ghani. 2020 handelte Khalilzad mit den Taliban das Doha-Abkommen aus über den Abzug der US-Truppen. Am 18. Oktober 2021 teilte Außenminister Antony Blinken mit, dass Khalilzad an diesem Tag seine Tätigkeit als Sonderbeauftragte für Afghanistan beendete.
Der bisherige Stellvertreter Thomas West soll neuer Sonderbeauftragter werden.